# 李铀
李铀（1956年11月—），四川泸州人，汉族，中华人民共和国政治人物、第十一届全国政协委员、第十二届全国政协委员。
加入中国民主同盟，担任民盟中央常委、四川省委副主委、成都市委主委、成都市政协副主席。2008年，当选第十一届全国政协委员，代表社会科学界，分入第三十三组。